# This Is Not a Test
This Is Not a Test è il settimo album in studio del cantante christian rap statunitense TobyMac, pubblicato nel 2015.

## Tracce
Edizione standard
1. Like a Match – 3:07
2. Backseat Driver (featuring Hollyn & TRU) – 3:21
3. This Is Not a Test (featuring Capital Kings) – 2:39
4. Lights Shine Bright (featuring Hollyn) – 4:35
5. Til the Day I Die (featuring NF) – 3:47
6. Feel It (featuring Mr. Talkbox) – 4:39
7. Move (Keep Walkin') – 3:41
8. Love Broke Thru – 3:57
9. Beyond Me – 3:13
10. Love Feels Like (featuring dc Talk) – 4:19
11. Undeniable – 3:41

Edizione deluxe - Tracce bonus
1. Lift You Up (featuring Ryan Stevenson) – 3:30
2. Fall – 3:53
3. Beyond Me (Phenomenon Remix by Soul Glow Activatur) – 3:47
4. Like a Match (Garcia's Remix) – 3:35